# Octarrhena filiformis
Octarrhena filiformis là một loài thực vật có hoa trong họ Lan. Loài này được (L.O.Williams) P.Royen mô tả khoa học đầu tiên năm 1979.